# Picumnus pygmaeus
Picumnus pygmaeus là một loài chim trong họ Picidae.